# Mabalane (distrito)

Localização do distrito de Mabalane em Moçambique

O distrito de Mabalane está situado na parte central da província de Gaza, em Moçambique. A sua sede é a vila de Mabalane.
Tem limites geográficos, a norte com o distrito de Mapai, a norte e leste com o distrito de Chigubo, a sudeste com o distrito de Guijá, a sul com o distrito de Chókwè e a oeste é limitado pelos distritos de Massingir e Chicualacuala.
O distrito de Mabalane tem uma superfície de 9 580 Km² e uma população recenseada em 2007 de 32 752 habitantes, tendo como resultado uma densidade populacional de 3,4 habitantes/Km². A população recenseada representa um aumento de 28,6% em relação aos 25 464 habitantes registados no Censo de 1997.

## Divisão Administrativa
O distrito está dividido em três postos administrativos: Combomune, Mabalane e Ntlavene, compostos pelas seguintes localidades:
- Posto Administrativo de Combomune: 
  - Combomune Estação
  - Combomune Rio
- Posto Administrativo de Mabalane: 
  - Mabalane
  - Nhatimamba
  - Tsokate
- Posto Administrativo de Ntlavene: 
  - Chipswane
  - Ntlavane

## Ligação externa
Perfil do distrito de Mabalane